# Omer Hoffman
Pour les articles homonymes, voir Hoffman.
Omer Hoffman est un gymnaste belge.

## Biographie
Omer Hoffman fait partie de l'équipe de Belgique qui remporte la médaille de bronze en système suédois par équipes aux Jeux olympiques d'été de 1920 se tenant à Anvers.